# 牙狼-GARO- -魔戒烈伝-
『牙狼〈GARO〉-魔戒烈伝-』（ガロ まかいれつでん）は、2016年4月9日より6月25日までテレビ東京をはじめとして、TXN各局ほかで放送された特撮テレビドラマ。なお、タイトルロゴ上では「GARO」が付かず、「牙狼 魔戒烈伝」と表記されている。
本項では同年7月1日以降、上記の局で随時放送された特別編『牙狼〈GARO〉-阿修羅-』についても記載する。

## 概要
特撮・アニメで2005年10月より展開されている牙狼〈GARO〉シリーズ（GAROシリーズ）が2015年で10周年を迎えたことを記念して制作される、「牙狼10周年オールスター作品」である。
従来のGARO（テレビ）シリーズが「黄金騎士ガロ」を主役とした物語であることが多かったのに対し、本作品では「オールスター」と銘打たれている通り、歴代作品に登場したさまざまなキャラクターの個々（魔戒騎士や魔戒法師だけでなく、素体ホラーも含む）に焦点を当てた、オムニバス形式で物語が描かれる。各話のストーリーは#エピソードリストを参照。
なお、本作品はシリーズを統括する雨宮慶太の「（今回は）誰が登場するのか本放送で初めて明かしたい」という意向により、各話の内容やキャストは本放送まで非公開になっている。

## 登場人物
魔戒騎士やホラーなど本作品独自の設定用語については、牙狼-GARO-#関連用語などを参照。
倉橋 ゴンザ（） ※ 本作品では「ゴンザ」表記
黄金騎士ガロの称号を受け継ぎ、ホラーと戦った3人の魔戒騎士・冴島大河、冴島鋼牙、冴島雷牙に代々仕えてきた忠実なる執事。本作品ではストーリーテラー役となり、視聴者に「魔戒烈伝」を案内する。
最終話「金字塔」エピローグでは、鋼牙の姿を見られたことを喜んでいた。

### 主要キャラクター
主要でない魔戒騎士や魔戒法師、ホラーについては「各話ゲストキャラクター」の節を参照。
魔戒法師 烈花（）
『牙狼〈GARO〉〜RED REQUIEM〜』（以下『RR』）に登場した女魔戒法師。第1話「鎮魂歌」の主役。シグトとの訓練の帰り道に突然現れたユキヒデからの依頼でヒバナの救出依頼を受けて森に入り、数日前に魔戒騎士がホラーを封印したことで亡霊として目覚めた英霊たちの魂を父から学んだ鎮魂歌の笛の音で静めた。
第8話前半パート「絵空事」にも登場。サチたちとの幸せな日常に浮かれるシグトを一喝した。
最終話「金字塔」にも登場し、エイリスによって引きずり込まれた異空間で莉杏と奇跡的な出会いを果たす。しかし、気安く馴れ合う莉杏に苛立ち、彼女の提案で力比べの対戦を始めるが、途中でホラーの襲撃に遭ったために共闘したうえ、ザジの襲撃に連携で応戦するも敗退し、気絶してしまう。ザジに殺されそうになったところを駆けつけた鋼牙に救われ、意識が回復しなかったために再会こそ叶わなかったものの、彼の託した伝言を莉杏に聞かされる。
最後のシグトとの会話から、鋼牙がカオルを救うために時空の彼方へ旅立つ前とわかる。
魔戒法師 シグト
『RR』に登場した若い魔戒法師。烈花とコンビを組んでホラーを狩る。
第8話前半パート「絵空事」では話の主役として登場。道を歩いていたところを病弱なサチに壊れたおもちゃを投げつけられて知り合い、サチのおもちゃを修理したことで彼女や母親のキョウコと仲良くなる。簡単におもちゃを修理して母の手料理を美味しそうに食べるシグトを見たサチは「お父さんみたい」と喜ぶ彼女を見て幸せな結婚生活も悪くないと夢見るが、ホラー狩りをキョウコに見られてしまい、サチに会わないよう頼まれたことで、再び「守りし者」としての道を歩みだす。
最終話にも登場し、ザジの力で時を止められてしまう。
魔戒騎士 ケンギ
烈花の父親でもある魔戒騎士。故人。本作品では烈花の回想シーンに登場。
魔戒法師 アミリ
『牙狼〈GARO〉-GOLD STORM- 翔』（以下『GS翔』）に登場したホラー・アミリが、魔戒法師だったころの姿。第2話「天満月」の主役。当時は魔戒法師としての自信が足りずに失敗が多く、喋りもどこか間の抜けた感じ。体力もないせいで旅の仲間たちに置き去りにされかけたり、さらにはジンガとひと悶着を起こす、蜘蛛にびびって泣きべそをかいてしまうなど当時はホラー・アミリとは正反対の小心者。
「霊獣の毛皮」を届ける旅の仲間であるズーナとユメカの2人からは見下されがちで、足を引っ張っている。しかし、仲間想いの心優しい性格の持ち主で、法師としての能力も非常に高い。道中で薪を拾っていると思われて仲間には笑われていたが、実は治癒力の高い薬草などを拾い集めていた。
無事に毛皮を届けた後、キサラたちと再会。立ち去ろうとするジンガから自分を連れていった理由を聞き、再会する約束をした。
魔戒騎士 ジンガ
『GS翔』に登場したホラー喰いのホラー・ジンガが、魔戒騎士だったころの姿。第2話「天満月」のもう一人の主役。「神の牙」（かみのきば）の異名を持ち、守りし者たちにも広く知られているが、本人は「名前倒れ」になるからとあまり気に入ってはいない様子。ホラーを狩るためにさすらっていたところ、「霊獣の毛皮」を受け取る依頼を老魔戒法師カガヤから請けての道中、ホラー3体に襲われ、窮地に陥っていたアミリたちを救う。当時から傲岸不遜な性格で、アミリと衝突することもあったが、厳しい口調ながらアミリを励まし、仲間を守ろうと努力する彼女と打ち解けていく。そして、アミリとの別れ際に、それが彼女を連れて行った理由であることを明かし、再会を楽しみに去っていった。
魔戒法師 ヒカゲ
『GS翔』に登場した魔戒法師ガルドの師匠。森の中で素体ホラーたちとの戦闘中、魔導筆の魔導力が切れて危機に陥るが、カガヤによって救われる。
四十万 ワタル / 雷鳴騎士破狼
『牙狼〈GARO〉 〜MAKAISENKI〜』（以下『MAKAISENKI』）に登場した元老院付きの魔戒騎士。第3話前半「無頼漢」の主役。ホラーが巣くう第一砦を壊滅させた後、第二砦には第一砦と同様に食料用の檻へ潜入し、第二砦のホラー全員が集まったところで正体を現して彼らも討滅した。
鎧の召還中に襲われたことを「ケレン味が分かっていない」と評したり、バーテンに酒を注文するなど、他の魔戒騎士にはない風変わりな部分もある。また、案内役として生かしておいたホラーに後ろから奇襲された際には咄嗟に討滅してしまい、最後の第三砦の場所が分からなくなったにもかかわらず、そのことをウルバに指摘されてから気付くなど、『MAKAISENKI』では見せなかった天然なところもある。
魔導具ウルバ
『MAKAISENKI』に登場したワタルの相棒である手鏡型の魔導具で、幼い子供のような口調で喋る。本作品では、前述のワタルの天然さに呆れる姿が描かれる。
マユリ
『魔戒ノ花』に登場した魔導具の少女。第3話後半「処方箋」の主役。『魔戒ノ花』のころに比べて幾分か表情が見てとれるようになっており、紅茶の味も楽しめるようになっている。ゴンザの使いで、元気の無くなった魔界竜の稚魚が泳ぐ絵画を手にアンナの店を訪れる。
アンナ
『魔戒ノ花』に登場したゴンザの古くからの友人で元女魔戒法師。作中の会話から、『魔戒ノ花』での料理店「キッチンアンナ」と本作品での紅茶店「カフェアンナ」の2店舗を切り盛りしていることが明かされる。
今回は店を訪れたマユリから魔界竜の稚魚が泳ぐ絵画を預かって修理を行うほか、以前よりも喜怒哀楽を自然に見せるようになったマユリに喜ぶ。
魔戒法師 莉杏
『GS翔』に登場した魔戒法師の女性。第4話「異邦人」の主役。チンピラに絡まれていたところを助けに入ってきたタクミを逆に助けたことで彼がお礼をしたいと言い出し、記憶を消すので深くは関われないと知りつつ、協力を得る。実は身に着けている魔導具の力が弱まってきたので、とある街の特定の場所で月光を魔導具に当てて効果を回復させようと訪れていた。ところが魔導具をタクミが盗み出そうとしている彼に説教をし、さらにはホラーとの戦いを見せてタクミに戦うことの意味を問い、「何か」を残そうとする。
最終話「金字塔」にも登場。エイリスの力により異次元に引きずり込まれて烈花と出会う。烈花の魔戒騎士のような言動に興味を持ち、どっちが強いかと挑んだ勝負で互角に渡り合うが、その途中に現れたザジを倒すため、烈花との連携で立ち向かう。しかし、ザジの強さには敵わず、とどめを刺されそうになる寸前で現れた牙狼（冴島鋼牙）に救われる。自分の知らない牙狼に驚きながらも助けられた礼を述べると、鋼牙のことを実体ではないと理解する。鋼牙が去っていく際には、彼から烈花への伝言を託された。
道外 流牙 / 黄金騎士ガロ翔
『GS翔』に登場した黄金騎士ガロの称号を持つ魔戒騎士。魔導具の件で莉杏と一時的に別れてホラーと戦っていたが、ガロ翔の鎧をまとっている時にも莉杏と共に戦っている気がしていたと、彼女との再会時に少々照れながら言う。
ユナ
『絶狼〈ZERO〉-BLACK BLOOD-』（以下『絶狼』）に登場した魔戒法師の少女。第5話「騎士道」の主役のひとり。魔戒騎士だった亡父・クロウドの遺骨を右腕に埋め込んでいることから、魔戒騎士にしか扱えない武器・魔戒剣も使えるので魔戒剣と魔導筆を同時に持ち、「二刀筆流」で敵と戦う。ただし、魔戒剣を使うと心身には相当の負荷がかかるため、長くは戦えない（魔戒騎士の鎧の召還もできない）。
父の志を継ぎ魔戒騎士としてありたいのに鎧を召還できない自分の立ち位置を中途半端に感じ、カインのからかう態度にもイラつきながら前以上に悩んでいる。
鉄騎討伐の指令を受けてカインと共に向かうが、道中で喧嘩別れして単身鉄騎に立ち向かう。鉄騎がレオに討伐された後、レオに騎士に大事なものは何かを説かれた後、彼からの元老院への誘いを断る。
魔戒法師 カイン
『絶狼』に登場した自他共に認める天才魔戒法師。第5話「騎士道」のもう一人の主役。かつての相棒・クロウドの娘であるユナを自分よりも大事に想っているが、生来の軽い性格ゆえ、普段はユナに軽口を叩き、からかい合っているが、騎士になれない彼女を知らず知らずのうちに傷つけてしまっている。さらには思わず口を滑らせて不満をぶちまけたこで大喧嘩になる。
鉄騎に単身立ち向かうユナの救援に向かおうとした際、突然現れたレオと交戦したことで足首を捻挫してしまい、そのまま戦線離脱してしまった。
鉄騎を破壊した後、ユナと合流して仲直りを果たした。
布道 レオ / 閃光騎士狼怒
『MAKAISENKI』に登場した元老院付きの魔戒騎士。魔戒騎士だが数奇な理由により、魔戒法師の術も使える。謎の敵・鉄騎に苦戦するユナを救うためにロードの鎧を纏い、一撃で粉砕する。
実はユナとカインに指令を出した張本人。同様の境遇にあるユナを自らのもとへ迎え入れたいと考えており、鉄騎も彼女の力を試すために放った魔導具である。
置かれた状況に悩むユナに、かつて鋼牙が言った「騎士の鎧ではなく、騎士としての誇り」を持って戦うことこそが大事と語る。ユナとカインのことは あの人なる人物から聞いており、ユナが誘いを断ることもわかっていた。
その指には魔導輪エルバも確認できるが今作では喋らなかった。
魔戒法師 媚空
『魔戒ノ花』に登場した、魔に堕ちた「守りし者」を討つ特殊な役目を担う「闇斬師」の女魔戒法師。第6話「根無草」の主役。ある山中で偶然に追われる身の魔戒法師・エリカと出会い、強引に彼女を守るようにお願いされてしまう。
第9話「青二才」にも登場し、代知に修行を言い渡す。
ハルナ
『GS翔』に登場した魔戒法師見習いの少女でガルドの妹。第7話「転校生」の主役。怖がりかつ虚弱体質ゆえ、普通の女の子に戻ることを望んだ兄の思いから、魔戒法師を引退し、とある普通の高校に転校生として入学して友人との普通の学生生活を満喫していたが、ホラーが学生に化けたことをホラー狩りのために学校に潜入していたダイゴから聞く。ホラーが化けた相手に気付き、友人を守るために魔導筆を手にして戦った。
ホラー討伐後は守りし者としての決意を新たにし、学生生活にピリオドを打ち再び魔戒法師に復帰した。
秋月 ダイゴ / 獣身騎士戯牙
『GS翔』に登場した魔戒騎士。ホラー・カムファントを追っている途中、カムファントがとある高校に侵入したことを察して踏み込もうとするが、警備員に不審がられて失敗したため、体育教師に扮して潜入。ホラーを討滅した。
クロウ / 幻影騎士吼狼
『魔戒ノ花』に登場した魔戒騎士。第8話の後半パートの主役。『魔戒ノ花』での戦いが終わった後、エイジの代わりに大師に就任したことが彼の台詞で語られているが、本人はあくまでエイジが復帰するまでの代行だと考えており、今でも大師としてのエイジを信頼している。
投獄中のエイジと入心の術で精神世界を介して決闘し、互いに鎧を纏う激闘を経て圧倒された末、自らの弱さを克服して辛勝を収める。その後、エイジの復帰を皆で待っていることや、決闘を通じてエイジの心の闇を断ち切ったことを告げ、再び共に仕事をする日を信じながら立ち去った。
魔導具オルヴァ
クロウが身に着けている、女性の横顔を模したカメオのような魔導具。エイジに彼のお守りと評されてしまったクロウを心配する。
毒島 エイジ / 邪骨騎士義流
『魔戒ノ花』に登場した元老院付きの魔戒騎士であり、同時に影の部隊を指揮する大師。エイリスの封印を解いた罪から投獄されている。
入心の術による決闘でクロウの成長を感じ取り、立ち去る彼をアカリの幻影と共に見送る。
アカリ
『魔戒ノ花』に登場したエイジの恋人だった魔戒法師。病によりすでに亡くなっているが、幻影として登場する。
代知
『媚空 -ビクウ-』に登場した、闇斬師を目指す魔戒法師。第9話の主役。本作品では、媚空からとある街の一般人3人に仕掛けた札の回収を言い渡されており、それに無関係な出来事には関わってはならないとも言い渡されていたが、2枚目の札まで集めたところで入心の術が効かなかったユキノを不審に思い、関わった末に正体を現した彼女に叩きのめされ、気絶する。雷牙に救われた後は媚空との約束を破ったことに落胆するが、それも「守りし者」として合格の条件だったことを雷牙に聞かされて3枚目の札を手渡され、喜んで媚空のもとへ戻っていく。
なお、第9話は他の話と違い、冒頭のゴンザ同様に代知が視聴者に話しかける形で物語が進行する。
冴島 雷牙（） / 黄金騎士牙狼
『魔戒ノ花』に登場した黄金騎士・ガロの称号を受け継ぐ、冴島家直系の魔戒騎士。正体を現したユキノによって窮地に陥った代知を救い、ユキノを討滅する。実は媚空から代知の修行について聞かされており、3枚目の札を託されて彼を見定める役割も請け負っていた。
『阿修羅』にも幼いころの雷牙が登場しており、御月カオルが母親であることが明かされた。カオルから古の牙狼であるゴウキにまつわる昔話を教えられ、自分も牙狼になることをカオルに語っている。
魔導輪ザルバ
雷牙が着けている、意思を持つ指輪。
龍女（リュメ）
『GS翔』に登場した、ラインシティを治める魔戒法師。主役を務める第10話は、D・リンゴの年齢などから見て『GS翔』時の50年ほど前である。当時から既に伝説と吟われていたが、その強大すぎる力を制御できずに被害を出してしまったことに思い悩んでいた。前人未到の法術である内守外滅の術を会得するため、精進を続けていた。その途中、異変に気づき下界へ降りていく。
D・リンゴ
『GS翔』に登場した、元魔戒法師で本人。第10話では若かりしころの姿が描かれる。かつては、相棒のギンジとともに一攫千金を夢見て盗賊まがいのことをしていたが、ある魔戒法師の宝物庫の封印の札を誤って剥がしてしまう。技があると嘘をつく。悩んでいたリュメを励まし、結果としてリュメを救った。
最終話にも『GS翔』本編の姿で登場する。
ギンジ
『GS翔』に登場した、D・リンゴの古くからの相棒。第10話では若かりしころの姿が描かれる。D・リンゴとともに宝物庫へ入るが、誤って封印の札を剥がしてしまう。
山刀 翼（）/白夜騎士打無（）
『白夜の魔獣』に登場した、閑岱を管轄とする魔戒騎士。かつて共に魔戒騎士を目指していたカズマに確かめたいことがあるため、閑岱から上京してきた。
しかし、森の奥である閑岱で長年暮らしているためほとんど都会に出たことがないらしく、街の人混みを祭と勘違いしたり、信号が赤になっても横断歩道の真ん中で立ち止まったままで車からクラクションを鳴らされても逆ギレをしたり、顔中ピアスの男とガングロ女の奇抜なカップルをホラーと勘違いしたうえジジイ呼ばわりされたり、邪美の行きつけのバーの女の子相手にたじろぐといった、かなりの世間知らずな姿が描かれている。
追ってきた邪美の案内によりようやく探し出したカズマがホラーと化したことを知り、彼の背負ってしまった陰我を断ち切るべく、邪美と協力して討伐する。カズマに騎士としての心が残っているのを確認し、太陽のような男だったカズマがホラーになったことで陰我の凄まじさと恐ろしさを改めて実感すると共に深く悲しみ、涙を流した。
魔導具ゴルバ
翼が着けている、意思を持つ腕輪。世間知らずな翼を街のルールを教えながらサポートするが、聞き込みに来たバーの女の子が翼と腕組みした際に胸に触れた際には浮かれあがっていた。
邪美
『牙狼』に登場した魔戒法師。現在は閑岱で暮らしておりカズマを探している翼を追いかけて再会。行き着けのバーで女の子たちに弄ばれている翼の前に現れ、都会に慣れていない彼を手助けするために同行する。
翼のことを慕っているらしく、彼のためならいつでも力を貸すことを公言している。
冴島 鋼牙（） / 黄金騎士牙狼
『牙狼』に登場した魔戒騎士。『魔戒ノ花』でカオルを探しに時空の歪みに飛び込んだ後であることがうかがえ、現在は時空の狭間を彷徨っている。
ザジの攻撃によって窮地に陥った烈花と莉杏のもとに、牙狼の鎧を纏って轟天で駆けつけ、ザジを切り裂いた後には残留思念となってもなお襲いかかってきたザジを、鎧を解除した状態で魔導火をまとった魔戒剣の一太刀で消滅させた。莉杏から並行世界に存在する別の牙狼（道外流牙）のことを聞いた後、烈花への「必ず戻る」との伝言を莉杏に頼み、光の中に消えていった。
ユキヒメ
『GS翔』に登場した、ケバブ屋の女将。
D・リンゴや周囲の人々と共にエイリスの力で時を止められてしまう。

### 各話ゲストキャラクター
第1話「鎮魂歌」
ユキヒデ
森の奥深くにある「守りし者」たちの墓を守る墓守の老人。
無名の魔戒騎士の英霊たちによって森の奥深くに連れ去られてしまったヒバナの捜索を烈花に依頼する。実はすでに亡くなっており、ヒバナを助けるために魂だけで烈花の前に現れた。

ヒバナ
ユキヒデの孫の少女。ユキヒデの跡を継いで墓守になっている。
とある日の晩に薬草を摘むために森に入るが、英霊たちによって森の奥深くに連れ去られてしまう。

第2話「天満月」
カガヤ
ヒカゲのピンチに駆け付けた老魔導法師。
キサラ
「霊獣の毛皮」をヒカゲの住む里へ届ける旅をする4人の法師のリーダー格。
アミリをバカにするズーナたちとは違い、秘かに彼女の能力の高さを見抜いて旅の仲間に引き入れた。アミリとも仲はいいようで、ホラーに襲撃されて怪我を追った際にはアミリが真っ先に助けに入っていた。
ズーナ、ユメカ
「霊獣の毛皮」をヒカゲの住む里へ届けるキサラの旅に同行する魔戒法師たち。足の遅いアミリのことを何かと見下してはバカにしている。

第3話前半パート「無頼漢」
ガガル
「第二砦」と称される酒場に人間の姿でたむろするホラーたちのリーダー格。
苦無を武器にしており、一触即発になったゲゲムとババロを一喝する際や、ワタルとの戦闘で使用するも、ワタルには通用しなかった。
ジャンから第一砦で起きた出来事を聞き、魔戒騎士＝ワタルを迎え討つために部下のホラーたちに武器を準備させるも、当のワタルは第二砦に入り込んでいた。けしかけた部下たちが次々とワタルに倒されるのを見て自ら立ち向かうも、投げた苦無を魔戒剣で打ち返され、倒された。
ゲゲム
第二砦に人間の姿でたむろするホラーの1体。
序盤ではババロとポーカーに興じるも、イカサマをしていたことがバレて一触即発になったところを、ガガルに一喝される。
武器はブーメランで、第二砦に乗り込んできたワタルとの戦闘ではガガルに続いてワタルに襲いかかるも、ブーメランを投げた直後に魔戒剣で貫かれたうえ、返ってきたブーメランが自身の頭に直撃するという半ば自滅に近い形で倒された。
ババロ
第二砦に人間の姿でたむろするホラーの1体。
序盤ではポーカーでイカサマしていたゲゲムに激怒し、喧嘩になったところをガガルに制止される。人間態ではダガーナイフを武器として使用する。
ワタルに呆気無く敗れたガガル、ゲゲムらを「口だけ」と評したうえで「俺は一味違う」と豪語するとおり、第二砦のホラーたちの中では一番ワタルと互角に近い戦いを繰り広げるも、ワタルの振り下ろした魔戒剣を白刃取りしようとして失敗するなど、やはりワタルの相手ではなかった。
激昂して仲間のホラーたち2体と共に素体ホラーとなって襲いかかるも、バロンの鎧を纏ったワタルに全員まとめて討滅された。その際、先に倒されていたガガルやゲゲムらの遺体も爆散し、消滅した。
バーテン
第二砦のカウンターに人間の姿でバーテンとして立つホラー。ジャンにぬるいビールを出す。「（魔戒騎士が）飲みたがっていた酒を出せなかった（出し間違えた）」という理由から嬲り殺しにされたという第一砦のバーテンの惨状を知り、第一砦を壊滅させた魔戒騎士＝ワタルに恐怖する。
第二砦のホラーが自身以外は討滅された後、ワタルから酒を注文され、ワタルが飲みたかった正しい酒を出すことに成功・安堵するが、正解であろうと、何であろうとホラーは斬るという理由から、結局は討滅されてしまう。
ジャン
ワタルに全滅させられた第一砦から逃げてきた素体ホラー。第二砦の天井を突き破って落ちてきた後、ホラーの姿から人間の姿へ変身して第一砦の惨状を告げる。第一砦のホラーがいかにして敗れたかを事細かに伝えるが、実はワタルが他の砦に案内させるために囮として生かしておいただけだった。
第二砦のホラーをワタルに全滅させられた後、最後の第三砦への案内をさせるためにまたしても生かされる。ワタルが魔戒剣を手放している隙にホラーの姿に変化して襲いかかるが、それを察知したウルバの警告で背後に気づいたワタルによって討滅された。
拳銃のケーン
第一砦に人間の姿でたむろしていたホラーの1体。
その名の通り、ポンチョを纏ったガンナーのような風貌をしており、拳銃を武器とする。なお、このホラーと下記の2体は二つ名を有することや第一砦のホラーたちが名乗り上げていたことから第一砦にいたホラーの中では強力な個体であったことが示唆されている。
拳銃を抜いた直後、得意の早撃ちを披露する間もなくワタルに討滅された。
ハスラーのビーン
第一砦に人間の姿でたむろしていたホラーの1体。
サングラスをかけたスキンヘッドの巨漢のような風貌をしており、キューを武器とする。
キューに何らかの細工をしている最中に背後からワタルに斬られ、倒れたところでそのキューを突き立てられて討滅された。
ダンスのジーン
第一砦に人間の姿でたむろしていたホラーの1体。
その名の通り、バラの花を咥えたダンサーのような風貌をしており、第二砦にいた個体も含め第3話に登場したホラーの中では唯一の女性。軽やかなステップで踊りながら攻撃する。
ワタルに蹴りを喰らわすも、決めポーズ中に斬られ討滅された。
第3話後半パート「処方箋」
魔界竜の稚魚
雷牙の父（鋼牙）が盟友の魔戒法師（烈花）からもらった絵画の中で泳ぐ魔界竜の稚魚。アンナの店で絵画から逃げ出すが、結界が張られていたために店からは逃げ出せず、彼女によってまもなく戻されて絵画も修復される。

第4話「異邦人」
タクミ
うだつの上がらないある街の若者。本人によると、故郷に残してきた彼女・クルミを幸せにするために色々な職業に挑んでいるが、どれも長続きしていない模様。チンピラに絡まれている莉杏を助けようと意気がって絡むが返り討ちに遭ってしまい、逆に莉杏に救われる。その縁もあり、莉杏の「仕事」を一時的に手伝う。仕事を手伝い終えた後には昨日タクミに絡んだチンピラがホラーと化して現れるも、莉杏によって討滅される。そして、別れ際に戦うことの意味を問われ、莉杏に記憶を消された。目を覚ましたタクミは持っていた彼女の手紙を見返し彼女と一緒に暮らす決意をした。

第5話「騎士道」
鉄騎
布道レオがユナの力を試すために使った魔導具。禍々しい姿をしているのは、元々は悪しき理由で作られたため。詳細は牙狼-GARO- 〜MAKAISENKI〜#魔戒法師を参照。

第6話「根無草」
エリカ
ある山中で「シビト」と呼ばれる謎の敵に追われていた少女魔戒法師。守りし者の間では名の知れた媚空と出会い、これ幸いとばかりに自身を守ってもらうよう、強引に後を付いて回る。
だが、その正体は何者かの命令により媚空の命を狙っていた暗殺者であり、雇い主からは「18号」と呼ばれていた。暗殺者でありながら、媚空との交流を経た影響で彼女の殺害を躊躇する心優しい一面を持つ。媚空の殺害に失敗したことにより雇い主から粛清されそうになるが、媚空に救われ雇い主を裏切って彼女の戦いを援護する。その後は媚空に諭され、強く生きていくことを決意する。
男
声のみ登場。媚空の命を狙っていた素性不明の謎の男。エリカの雇い主であり、彼女を利用して媚空の抹殺を目論んでいた。
エリカが媚空の殺害を失敗したことにより、媚空諸共エリカを始末しようとしたが、最後は媚空の魔導筆を弓と化して光の矢を撃ち出す術により倒された。

第7話「転校生」
ミキ、サエコ
ハルナが転校した高校で、仲良くなったクラスメイト。ミキは天文学部に所属している。
メグル
高校の男子生徒。ハルナが少し憧れている。元野球部のエースであったが、下級生を庇って暴力沙汰を起こしてしまい、出場停止の責任を取り自首退部して以来クラスから浮いていた。
イブキ
高校の天文学部部長。ネチっこい性格で、ちょっとしたことからハルナが因縁を付けられる。高校へ潜入したカムファントに捕食され、姿を利用されてしまう。

第8話前半パート「絵空事」
サチ
シグトが出会った少女。病気がちで家から出るにも医者の許可が必要なため、少々人当たりが厳しい。偶然通りかかったシグトに壊れたおもちゃを投げつけるという八つ当たりをしたが、彼におもちゃを修理されたことで打ち解けていく。
キョウコ
サチの母。シグトとの交流でサチが明るくなり病状も良くなっていることを喜び、彼を家族のように受けいれるが、シグトの忘れ物を届けにいった先でシグトがホラーと戦っている現場を偶然見てしまい、危険を感じたキョウコは彼と決別する道を選ぶ。

第9話「青二才」
ヒカル
ダンサーをしている男性。女遊びが激しく、しつこく言い寄ってくるユキノに暴力を振るったところを代知に見咎められた。

第11話「陰日向」
カズマ
かつて翼と共に魔戒騎士を目指していた青年。当時の実力は翼以上であり、3度の模擬戦を全勝している。10年以上前に深い傷を負ったために魔戒騎士になる道を断念して閑岱から姿を消し、上京して職を転々としていた。
翼やゴルバからは太陽のような男と評されていたが、翼との再会時にはすでにホラーと化しており、2本の魔戒剣を巧みに操って彼を追い込むものの、邪美の加勢により形勢を逆転される。ホラーと化して襲いかかるものの、ダンの鎧を纏った翼によって討伐された。ホラーになっても人間を見逃す、卑怯な手を使わないなど、騎士としての心は残っていたものの、ホラー化と同時に翼に対して伝えたかったことを忘れてしまった。

第12話「金字塔」
ザジ
『MAKAISENKI』と『魔戒ノ花』に登場した、過去の黄金騎士に倒されたホラーの憎しみの邪気が固まり、ホラーを模った石像の欠片をゲートに実体化した存在。空間を操り、時間を止めるなどの能力を持つ。
黄金騎士の系譜を断ち切るために似たような能力を持ったエイリスの力を借り、異空間に引きずり込んだ烈花と莉杏を追い詰めるが、助けに駆けつけた牙狼（冴島鋼牙）に斬られた。思念態となってもなお襲いかかったところを、鎧を解除した鋼牙の魔戒剣の一太刀で消滅した。
エイリス
『魔戒ノ花』に登場した「メシアの涙」と称される、石板に封じられていた古のホラー。
ザジに協力し、烈花と莉杏を異空間に引きずり込んだ。

## 関連用語

### 魔戒騎士
雷鳴騎士破狼（）
ワタルが群青の鎧を纏った姿。
黄金騎士ガロ翔（）
流牙が纏う黄金に輝く鎧。
閃光騎士狼怒（）
レオが薄紫色の鎧を纏った姿。
獣身騎士戯牙（）
ダイゴが深緑の鎧を纏った姿。
幻影騎士吼狼（）
クロウが纏う紺青の鎧。
邪骨騎士義流（）
エイジが纏う銅色の鎧。
黄金騎士ガロ（）
魔戒騎士の最高位である黄金に輝く鎧。劇中では第1話の烈花が召還した幻影の英霊牙狼、第9話の雷牙が纏った青の目の牙狼、最終話の鋼牙が纏った緑の目の牙狼が登場している。
轟天
牙狼が召還する魔導馬。最終話で鋼牙と共に登場した。
白夜騎士打無（）
翼が纏う白い鎧。

### ホラー
素体ホラー
生物や物に憑依する前の通常のホラーの姿。この状態なら力も能力も大したことはない。
カムファント
第7話に登場したホラー。
擬人化したカメレオンのような容姿を持ち、自分が捕食した人間に姿を変えて成りすます能力を有する。
水商売の女の姿で作業員の男に近付いて捕食した後、彼に成り変わってハルナが転校した高校に潜入し、イブキを捕食して成り変わり潜伏していた。ハルナに正体を看破され、本性を現してハルナとメグルに襲いかかるが、最後は駆け付けたギガに一刀両断され討滅された。
アンタイオス
第9話に登場したホラー。ヒカルにしつこく言い寄るユキノという女性に憑依していた。
異形の蝙蝠人間のような容姿を持ち、飛行能力と赤い角弾を飛ばす能力を有する。男性に擦り寄る性質を持ち、自分の好みの男性にしつこく付きまとった末に捕食するという歪んだ愛情表現を持つ。
ホラーゆえに入心の術で心の中に入れなかったことから代知に正体が露呈して襲いかかるが、そこに駆けつけた雷牙によって討滅された。
カズマ（ホラー態）
第11話に登場したホラー。カズマに憑依していた。
鎧のような外殻で覆われた人型の一角獣のような容姿を持ち、人間態時では魔戒剣に酷似した双剣を武器とし、ホラー態時では巨大な戦斧一本を武器とする。

## エピソードリスト
| # | タイトル        | 脚本             | 監督     | 助監督 / アクション監督     |
| --- | --------------- | ---------------- | -------- | --------------------------- |
| 第1話 | 鎮魂歌          | 雨宮慶太         | 阿部満良 | 山岸一行、荒川史絵 / 大橋明 |
| 魔戒法師・烈花は、「守りし者」の英霊が暝る墓を守る男・ユキヒデから「行方不明の孫・ヒバナを探してほしい」との依頼を受ける。 |                 |                  |          |                             |
| 第2話 | 天満月          | 田口恵           | 松田康洋 | 山岸一行 / 大橋明           |
| 魔戒法師・アミリは、仲間3人と共に霊獣の毛皮を届けるために魔戒法師・ヒカゲの住む火群の里へ赴き、魔戒騎士・ジンガに助けられる。 |                 |                  |          |                             |
| 第3話 | 無頼漢 / 処方箋 | 田口恵、雨宮慶太 | 松田康洋 | 山岸一行、荒川史絵 / 大橋明 |
| 無頼漢 - 崖の上の酒場は、ホラーがたむろする砦の1つだった。その天井を突き破り、別の砦から逃げてきたホラーが落ちてくる。 処方箋 - 魔導具の少女・マユリはゴンザの使いで、魔界竜の稚魚が泳ぐ絵画を手に元魔戒法師・アンナの店を訪れる。    |                 |                  |          |                             |
| 第4話 | 異邦人          | 雨宮慶太         | 阿部満良 | 山岸一行 / 大橋明           |
| デゴルとの戦いを終えてラインシティを後にした魔戒法師・莉杏は、黄金騎士ガロ・道外流牙と一時的に離れ、とある街を訪れる。 |                 |                  |          |                             |
| 第5話 | 騎士道          | 江良至、田口恵   | 金田龍   | 山岸一行 / 大橋明           |
| 魔戒法師にして魔戒剣の使い手・ユナは番犬所から「謎の敵を討滅せよ」との指令を受け、魔戒法師・カインと共に行動を開始する。 |                 |                  |          |                             |
| 第6話 | 根無草          | 江良至、田口恵   | 大橋明   | 山岸一行 / こしげなみへい   |
| 無数のシビトたちに追われ、法剣を手に森を駆ける魔戒法師・エリカは身を隠すが、そこに鍛錬中の闇斬師・媚空が立ちはだかる。 |                 |                  |          |                             |
| 第7話 | 転校生          | 田口恵           | 山岸一行 | 荒川史絵 / 大橋明           |
| とある高校に一人の美少女・ハルナが転校してくる。かつて彼女は世界を救うため密かに活躍した「守りし者」の一人だった。 |                 |                  |          |                             |
| 第8話 | 絵空事 / 試金石 | 田口恵           | 阿部満良 | 山岸一行 / 大橋明           |
| 絵空事 - 魔戒法師・シグトは、たまたま通りかかった街である母娘と出会う。交流を続けるうち、彼は「普通の人生」に思いを馳せる。 試金石 - 二人の魔戒騎士「大師」クロウと、毒島エイジが剣を抜き対峙する。エイジは大罪を犯し幽閉の身だった。 |                 |                  |          |                             |
| 第9話 | 青二才          | 田口恵           | 松田康洋 | 山岸一行、荒川史絵 / 大橋明 |
| 魔戒法師・代知は、一人前の闇斬師となるべく媚空からある試練を課せられていた。代知は媚空との約束を果たすために「入心の術」を用いて街の人々の心の中へ入っていく。その夜、代知はヒカルから暴力を振るわれるユキノを救う。                  |                 |                  |          |                             |
| 第10話 | 破天荒          | 鴨義信           | 山岸一行 | 荒川史絵 / 大橋明           |
| 若き日のリュメは、前人未到の法術である“内守外滅の術”を会得するために精進を続けていた。一方、森の中に隠されている魔戒法師の宝物庫へと侵入した盗賊（若きD・リンゴ）と、その相棒（若きギンジ）は、誤って封印の札を剥がしてしまう。       |                 |                  |          |                             |
| 第11話 | 陰日向          | 江良至、田口恵   | 阿部満良 | 荒川史絵 / 大橋明           |
| 大都会に現れた魔戒騎士の山刀翼。不慣れな街に翻弄されながらも、目的へと近づいていく翼。そこへ魔戒法師の邪美が現れて協力を申し出るが、なぜか翼はそれを拒絶する。                                                                        |                 |                  |          |                             |
| 第12話 | 金字塔          | 江良至           | 阿部満良 | 荒川史絵 / 大橋明           |
| エイリスの力によりザジが復活。牙狼の系譜を断つため異次元の狭間に烈花を引きずり込んだ。襲いかかるホラーと戦う烈花だがどこからか攻撃が…そこには違う世界の魔戒法師、莉杏がいた。                                                         |                 |                  |          |                             |

## スタッフ
- 原作 - 雨宮慶太
- エグゼクティヴプロデューサー - 二宮清隆
- アソシエイトプロデューサー - 吉田健太郎
- プロデューサー - 平田光一、河波佑介
- アシスタントプロデューサー - 加藤隼輔
- ラインプロデューサー - 内山亮
- キャスティング - 北田由利子
- VFXスーパーバイザー - 中川茂之
- 音楽プロデューサー - 井上俊次、岩下由希恵（第2話 - ）
- 音楽 - 栗山善親、寺田志保、松尾洋一（第1話のみ）
- 特別協力 - サンセイアールアンドディ
- 制作 - 東北新社、オムニバスジャパン
- 製作 - 東北新社

## キャスト
- ゴンザ - 螢雪次朗

### スーツアクター
- 英霊ガロ、黄金騎士ガロ翔、獣身騎士ギガ、黄金騎士ガロ - 和田三四郎
- 黄金騎士ガロ翔、幻影騎士クロウ、ザジ - 中島厚也
- 邪骨騎士ギル - 前田浩
- カムファント - 菊地雄人
- 素体ホラー - 鈴木大樹、松藤拓也、山口真弥、こしげなみへい、大隈厚志、中川素州、原隆行、田中大登、古屋貴士

### 各話ゲスト
第1話
- 烈花 - 松山メアリ
- シグト - 倉貫匡弘
- ヒバナ - 小柳まいか
- ケンギ - 津田寛治
- ユキヒデ - 本田博太郎
- 亡霊 - 中島厚也、菊池雄人、古屋貴士、中山甲斐、松藤拓也、佐々木俊宜

第2話
- アミリ - 松野井雅
- ジンガ - 井上正大
- キサラ - 江口ヒロミ
- ズーナ - 芹沢みずき
- ユメカ - 東條公美
- ヒカゲ - 奥井雅美（JAM Project）
- カガヤ - 真夏竜

第3話
- 四十万ワタル - 松田賢二
- ジャン - 吉田ウーロン太（フラミンゴ）
- ゲゲム - 辻本耕志（フラミンゴ）
- バーテン - 竹森千人（フラミンゴ）
- ガガル - 斉藤一平
- ババロ - こしげなみへい
- 拳銃のケーン - 吉田瑞穂
- ハスラーのビーン - 坪谷隆寛
- ダンスのジーン - 日野綾子
- 第一砦のバーテン - 中村裕樹
- マユリ - 石橋菜津美
- アンナ - 松坂慶子

第4話
- 莉杏 - 南里美希
- タクミ - 秋本雄基
- チンピラ - 松藤和成
- チンピラ手下 - こしげなみへい、田中大登、松藤拓也
- タクミの彼女 - 朝比奈加奈
- カップル - 富吉恒平、七瀬ななみ
- 道外流牙 - 栗山航

第5話
- ユナ - 小島梨里杏
- カイン - 武子直輝
- 布道レオ - 中村織央

第6話
- 媚空 - 秋元才加
- エリカ - 桃瀬美咲
- シビト - 中島厚也、田中信彦、松藤拓也

第7話
- 秋月ダイゴ - 脇崎智史
- ハルナ - 小松もか
- メグル - 高野海琉
- イブキ - 長村航希
- ミキ - 大熊杏実
- サエコ - 早咲心結
- マスダ - 比佐仁
- 警備員 - 栃原智
- 工事の男 - 中川素州
- 水商売の女 - LUY

第8話
- シグト - 倉貫匡弘
- 烈花 - 松山メアリ
- キョウコ - 小橋めぐみ
- サチ - 竹内天音
- 不審な男 - 松藤拓也
- クロウ - 水石亜飛夢
- 毒島エイジ - 哀川翔
- アカリ- 吉井怜

第9話
- 代知 - 須賀健太
- 媚空 - 秋元才加
- 冴島雷牙 - 中山麻聖
- ヒカル  - 森本亮治
- ユキノ  - 青野楓
- カトー - LYDE
- ハシバ - 堀井茶渡
- ハシバの女 - 桜井未来
- 睨む女 - 萩山沙貴
- 公園の男 - 田中良一
- おばあさん - 蓮池桂子
- おじいさん - 河村文夫
- 子供 - 藤江愛花

第10話
- リュメ - 桑江咲菜
- D・リンゴ - 石田卓也
- ギンジ - 高良亘
- 風侍 - 菊池雄人
- 雷侍 - 松藤拓也
- 若い魔戒法師 - 分部和真、清原大夢、本郷剣斗、緒方優大
- 少女 - 玉野るな
- 先輩魔戒法師 - 岸端正浩
- 長老 - 志賀圭二郎

第11話
- 山刀翼 - 山本匠馬
- 邪美 - 佐藤康恵
- カズマ - 小島よしお
- 秋田 - 伏見狸一
- ギャルA - 早坂優希
- ギャルB - 大里莉楠
- ギャルC - 河崎莉奈
- チンピラ - 吉村啓史
- 水商売の女 - 朝岡実嶺
- 運送業の男 - 木庭博光
- ヤマンバメイクの女 - ぇりもっこり(Black Diamond)
- ピアスだらけの男 - KEN
- ホスト - 植野堀誠
- レストランの店員 - 日南田顕久
- 清水 - マコト

第12話
- 冴島鋼牙 - 小西遼生
- D・リンゴ - 泉谷しげる
- ユキヒメ - 黒木桃子

### 声の出演
※ 演者ヨコの括弧内数字は登場回。
- 英霊ガロ - 西凜太朗 (1)
- 亡霊 - 関雄 (1)
- 魔導具ウルバ - 折笠愛 (3)
- 男 - 萩沢俊彦 (6)
- 魔導具オルヴァ - 大関英里 (8)
- 魔導輪ザルバ - 影山ヒロノブ(9)
- 魔導具ゴルバ - 緒方賢一(11)
- ザジ - 天野ひろゆき (12)
- エイリス - 黒木桃子（12)

## 主題歌
オープニングテーマ曲「牙狼〜魔戒烈伝〜」
作詞・編曲 - 栗山義親、寺田志保
エンディングテーマ曲「篝火ノ夢」
作詞 - 奥井雅美 / 作曲 - 影山ヒロノブ / 編曲 - 栗山義親、寺田志保 / 歌 - 魔戒歌劇団

## 放送局・配信
| 放送期間                | 放送時間                     | 放送局         | 対象地域・備考 |
| ----------------------- | ---------------------------- | -------------- | -------------- |
| 2016年4月9日 - 6月25日  | 土曜 1:23 - 1:53（金曜深夜） | テレビ東京     | 関東広域圏     |
|                         |                              | テレビ北海道   | 北海道         |
|                         | 土曜 1:53 - 2:23（金曜深夜） | テレビせとうち | 岡山県・香川県 |
|                         | 土曜 2:05 - 2:35（金曜深夜） | テレビ愛知     | 愛知県         |
|                         | 土曜 2:10 - 2:40（金曜深夜） | テレビ大阪     | 大阪府         |
| 2016年4月10日 - 6月26日 | 日曜 1:55 - 2:25（土曜深夜） | TVQ九州放送    | 福岡県         |
| 2016年4月22日 - 7月8日  | 金曜 1:00 - 1:30（木曜深夜） | 福井テレビ     | 福井県         |
| 2016年5月4日 -          | 水曜 2:21 - 2:51（火曜深夜） | テレビ金沢     | 石川県         |

| 放送期間               | 放送時間           | 放送局           | 対象地域・備考                                                           |
| ---------------------- | ------------------ | ---------------- | ------------------------------------------------------------------------ |
| 2016年4月15日 - 7月1日 | 金曜 20:15 - 20:45 | スターチャンネル | 日本全域（BS/スカパー!プレミアム） 無料放送 EPG上では20:15 - 21:00       |
| 2016年4月23日 - 7月9日 | 土曜 20:25 - 21:00 | ファミリー劇場   | 日本全域 ミニ番組『魔戒指南』とのパッケージ放送 日曜朝にリピート放送あり |

## 牙狼〈GARO〉-阿修羅-
『魔戒烈伝』同様、GAROシリーズ10周年記念として制作された単発の特別篇。新日本プロレスとのコラボレーション作品でもあり、その所属プロレスラーである棚橋弘至が古の黄金騎士ガロ役、真壁刀義がホラー・ザルギン役でそれぞれ登場し、戦いを繰り広げる。

### 登場人物（阿修羅）
ゴウキ
カオルの語る昔話に登場する、牙狼の称号を持つ魔戒騎士。屈強な肉体と優しい心を持つ青年であり、鋼牙たちの持つ魔戒剣より大型で長い刃渡りの黒い魔戒剣を使用する。こよなく愛する自然を相手に瞑想で会話するほか、小さな花をホラー討伐のためでも傷つけようとはしないが、その優しさゆえに身を危険にさらすこともある。
傷ついて倒れていたところをレンたちに救われ、傷が癒えるまで彼女たちと生活を共にする。
レン
森に住む3姉弟の1人。姉弟では一番年上であるため、シンとタクの母親代わりを賢明に努めている。傷ついて倒れていたゴウキを介抱するが、ザルギン兵に拐われてしまう。
シン
レンの弟。かつて村を魔物に襲われた経験から、剣を持つゴウキのことを当初は「魔物と同じ」と軽蔑するが、次第に打ち解けていく。魔戒法師の作った石像を崇拝しており、石像と同じ石を持っていれば魔物に襲われないと信じている。
タク
3姉弟の末っ子。強いゴウキに憧れており、彼の真似をして強くなろうとしている。
雷牙（少年）
幼きころの冴島雷牙本人。「自分も牙狼になりたい」という夢をカオルに嬉しそうに話す。
冴島カオル
冴島鋼牙の妻であり、雷牙の母親である女性。夢を語る雷牙に昔話としてゴウキの活躍を語る。
ザルギン
ゴウキと同様の屈強な肉体の人間態を持つホラー。ホラーの集団による盗賊を率いており、人間の住む村を襲っている。
ザルギン兵
ザルギンの手下のホラーたち。回想シーンでは剣、ゴウキたちとの戦いでは棒を武器にしている。

### 関連用語（阿修羅）

#### 魔戒騎士（阿修羅）
黄金騎士ガロ（）
ゴウキが魔戒騎士の最高位である黄金に輝く鎧を纏った姿。瞳の色は白。
天翔牙狼（）
本作品での牙狼の強化形態。3姉弟の思いが集まった石により変化した。鋭利な装飾が四肢や肩に追加された。
頭部の金色の翼で飛行するほか、ゴウキ役の棚橋の体術も用いて戦う。ハイフライフローからのダイビングアタックの後には巨大な牙狼剣状の光が現れた。

#### ホラー（阿修羅）
蠍ホラー（仮称）
序盤でゴウキと戦ったホラー。蠍に成人男性の上半身をくっ付けたような姿で、上半身の頭部に青い一つ目を持ち腕が鋏になっている。
油断したゴウキを窮地に追い込むが、石像の力により一時退却。次の夜に再び現れるもガロとなったゴウキにより瞬殺された。
ザルギン（ホラー態）
頑丈な巨体を誇るホラー。先端に手のような器官がある尻尾も持つ。
「3姉弟を庇っていた」とは言えガロを圧倒するが、天翔牙狼には力及ばずダイビングアタックにより倒された。

### キャスト（阿修羅）
- ゴウキ - 棚橋弘至
- レン - 安田聖愛
- シン - 吉澤太陽
- タク - 若林瑠海
- 雷牙（少年） - 杉園啓仁
- 黄金騎士ガロ - 和田三四郎、中島厚也
- ザルギン兵 - 中島厚也、岩本淳也、荒川真、和田三四郎、根本太樹、竹之内景樹、千田輝
- 冴島カオル - 肘井美佳
- ザルギン - 真壁刀義

## 関連商品

### DVD・Blu-ray
『魔戒烈伝』のDVDとBlu-rayが2016年11月16日にポニーキャニオンから発売。『阿修羅』単品のDVDとBlu-rayも2016年11月16日にポニーキャニオンから発売。

### CD
牙狼＜GARO＞黄金歌集 牙狼響
2017年10月18日にランティスより発売された、牙狼シリーズのベストアルバム。『魔戒烈伝』のオープニングテーマとエンディングテーマを収録。

## パチンコ
2019年5月にサンセイR&Dから本作のタイアップ機であるパチンコ『P牙狼冴島鋼牙』が発売された。